# Siphonactinopsis laevis
Siphonactinopsis laevis is een zeeanemonensoort uit de familie Halcampoididae.
Siphonactinopsis laevis is voor het eerst wetenschappelijk beschreven door Carlgren in 1921.